# 尼古拉斯·柏利夏
尼古拉斯·馬田·柏利夏（Nicolás Martín Pareja，1984年1月19日—）是一名阿根廷足球運動員，擔任後衛。曾随队参加2008年北京奥运男子足球比赛，最终获得冠军。

## 榮譽

### 球會
安德列治
- 比利時甲組足球聯賽冠軍：2006–07
- 比利時超級盃冠軍：2007

西維爾
- 歐霸盃：2013–14[1]、2014–15[2]

### 國家隊
阿根廷
- 奧運會冠軍：2008年奧運會

## 外部連結
- Guardian 數據